# Judo na Igrzyskach Ameryki Południowej 2002
Turniej judo na igrzyskach Ameryki Południowej odbył się w dniach 1-4 sierpnia 2002 w Rio de Janeiro.

## Klasyfikacja medalowa
Gospodarz zawodów został zaznaczony kolorem.
| Miejsce | Państwo   |    |    |    | Razem |
| ------- | --------- | -- | -- | -- | ----- |
| 1       | Brazylia  | 13 | 3  | 0  | 16    |
| 2       | Ekwador   | 2  | 4  | 4  | 10    |
| 3       | Argentyna | 1  | 5  | 3  | 9     |
| 4       | Peru      | 1  | 2  | 3  | 6     |
| 5       | Urugwaj   | 0  | 2  | 1  | 3     |
| 6       | Chile     | 0  | 1  | 4  | 5     |
| 7       | Boliwia   | 0  | 0  | 2  | 2     |
| Razem   | Razem     | 17 | 17 | 17 | 51    |

## Medaliści

### Mężczyźni
| Konkurencja: | Złoto:              | Srebro:           | Brąz:                              |
| −55kg        | Adriano Yamamoto    | Oscar Castillo    | Emiliano Cassineri Gonzalo Moreno  |
| −60kg        | DQ                  | Miguel Albarracín | Juan Barahona Derlly Vasquez       |
| −66kg        | Jorge Lencina       | Leandro Cunha     | Juan José Paz Jean-Pierre Choy     |
| −73kg        | Sebastian Pereira   | Rodrigo Lucenti   | Alejandro Lesperguer José Gonzales |
| −81kg        | Flávio Canto        | Álvaro Paseyro    | Ariel Sganga Raul Vergara          |
| −90kg        | Renato Dagnino      | Milton Terra      | Gabriel Lama Diego Rosati          |
| −100kg       | Mário Sabino        | Andrés Loforte    | Alfredo Paniagua                   |
| Ponad 100kg  | Alexandre Mangueira | Carlos Cisneros   | César Méndez                       |
| Open         | Daniel Hernandes    | Gabriel Lama      | Alfredo Paniagua Milton Terra      |

### Kobiety
| Konkurencja: | Złoto:               | Srebro:             | Brąz:            |
| −44kg        | Glenda Miranda       | Andressa Fernandes  | Maria Sosa       |
| −48kg        | Carla Delgado        | Alba Palomino       | Daniela Polzin   |
| −52kg        | Cátia Maia           | Liliana Delgado     | Valeria Palomino |
| −57kg        | Tânia Ferreira       | Diana Villavicencio | Kathia Varcalcel |
| −63kg        | Cristiane Parmigiano | Daniela Krukower    | Diana Maza       |
| −70kg        | Cristina Sebastião   | Diana Chalá         | Elizabeth Copes  |
| −78kg        | Rosângela Conceição  | Silvana Filippi     | ----             |
| Ponad 78kg   | Carmen Chalá         | Luzia Fernandes     | Lorena Briceño   |
| Open         | Viviane Olivieira    | Carmen Chalá        | Lorena Briceño   |

- Nazwisko zaznaczone pochyłym tekstem oznacza, że nie przyznano medalu, z powodu zbyt małej liczby zgłoszonych zawodników w danej konkurencji.
- Zdobywca złotego medalu w kategorii 60 kg João Derly z Brazylii, został zdyskwalifikowany z powodu dopingu[2].